# Seeadler (Schiff, 1888)

„Hilfskreuzer Seeadler jagend“ (Gemälde von Willy Stöwer, 1925). Bei dem Dampfer scheint es sich um die Gladys Royle, das erste Opfer der Seeadler, zu handeln.

Die Seeadler war ein Hilfskreuzer der Kaiserlichen Marine (1916 bis 1917). Es war eines der letzten Segelschiffe im Kriegseinsatz und das letzte überhaupt, das dabei eine größere Unternehmung durchführte. Es handelte sich um das ehemalige britische Schiff Pass of Balmaha.

## AlsPass of Balmaha

### Friedensjahre
Am 9. August 1888 lief das Schiff als Pass of Balmaha bei Robert Duncan and Company in Port Glasgow (Schottland) vom Stapel. Es handelte sich um ein Dreimast-Vollschiff mit Standardrigg. In den folgenden Jahren fuhr es für die Glasgower Reederei Gibson & Clark als Frachtschiff. Im Februar 1908 wurde die Pass of Balmaha an die River Plate Shipping Company im kanadischen Montreal verkauft, die sie wiederum 1910 an die Ship Pass of Balmaha Company, ebenfalls in Montreal ansässig, weiterveräußerte. Kurz nach Ausbruch des Ersten Weltkriegs gingen die Eigentumsrechte an die Harby Steamship Company of New York über, womit das bereits vorher unter US-amerikanischem Management stehende Schiff gänzlich in amerikanische Hände überging.
Am 30. März 1915 strandete das Schiff im dichten Nebel bei Rantum (Sylt) mit einer Ladung von 1500 Tonnen Baumwolle. Nach Löschen von zwei Dritteln der Ladung konnte das Schiff wieder flottgemacht und nach Bremen bugsiert werden. Anschließend fuhr die Pass of Balmaha wieder zurück in die USA.

### Kaperung
Im Juni 1915 legte die Pass of Balmaha erneut mit einer Ladung Baumwolle von New York ab, die diesmal für das russische Archangelsk bestimmt war. Unweit der norwegischen Küste wurde sie vom britischen Hilfskreuzer Victorian angehalten und auf Konterbande untersucht. Da sich hierbei aus Sicht des britischen Kapitäns Verdachtsmomente ergaben, dass die Ladung für Deutschland bestimmt sein könnte, wurde das Schiff mit einem Prisenkommando (bestehend aus einem Offizier und sechs Matrosen) zur genaueren Untersuchung nach Kirkwall auf den Orkneyinseln beordert. Trotz der Proteste des US-amerikanischen Kapitäns Scott erzwangen die Briten das Setzen der britischen Flagge, was jedoch rückgängig gemacht wurde, als das deutsche U-Boot U 36 in Sicht kam. Dessen Kommandant Ernst Graeff schöpfte trotzdem Verdacht und ließ das Schiff nunmehr ebenfalls auf Konterbande untersuchen. Währenddessen verbarg sich das britische Prisenkommando in der Ladeluke und blieb dort bis zum Ende der Reise eingeschlossen. Wegen der Eignung von Baumwolle zur Munitionsherstellung (Schießbaumwolle) galt die Ladung als Bannware, weshalb Graeff das Schiff beschlagnahmte und es nach Cuxhaven beorderte. Allerdings konnte er aufgrund von Personalknappheit nur einen einzigen Mann als Prisenkommando abgeben, den Steuermannsmaat Lamm.
Während U 36 wenige Tage später von einer britischen U-Boot-Falle versenkt wurde, gelang es Lamm tatsächlich, die Pass of Balmaha erfolgreich nach Cuxhaven zu dirigieren, obwohl er dabei fünf Tage ohne richtigen Schlaf auskommen musste und beinahe auch eine Meuterei ausgebrochen wäre. Erst in Cuxhaven wurde das britische Prisenkommando entdeckt und ging in Kriegsgefangenschaft, während die US-amerikanische Besatzung repatriiert wurde.

## AlsSeeadler

### Umrüstung
Nachdem es während des Ersten Weltkrieges mehreren deutschen Hilfskreuzern gelungen war, unter Tarnung die britische Blockade zu durchbrechen und erfolgreich Kaperkrieg zu führen, hatten diese trotzdem regelmäßig Schwierigkeiten, ihren Kohlevorrat unterwegs aufzufüllen. Um solche Probleme zu umgehen, regte der Marineoffizier Alfred Kling an, ein Segelschiff zum Hilfskreuzer umzurüsten und auf die Routen der alliierten Segelschiffe anzusetzen. Für diesen Zweck schien die soeben erbeutete Pass of Balmaha prädestiniert, so dass sie in diesem Sinne – zunächst unter dem Namen Walter – auf der Werft Joh. C. Tecklenborg in Geestemünde aufwendig umgebaut wurde. Unter anderem erhielt das Schiff eine Hilfsmaschine, versteckte Lade- und Aufenthaltsräume sowie Quartiere für zusätzliche Besatzungsmitglieder und gefangene Seeleute. Des Weiteren wurde es mit zwei 10,5-cm-Kanonen und zwei schweren Maschinengewehren bestückt.

### Feindfahrt
Am 2. Dezember 1916 wurde das Schiff unter dem Namen SMS Seeadler in Dienst gestellt. Es war der letzte Großsegler, der in der Kriegsgeschichte zum Einsatz kam. Kommandant war Kapitänleutnant Felix Graf von Luckner, Erster Offizier Leutnant zur See d. R. Alfred Kling (* 1882), auf dessen Idee hin das Projekt entstanden war.
Das Schiff wurde zunächst als norwegischer Holzfrachter Irma mit falscher norwegischer Flagge und gefälschten Schiffspapieren getarnt und konnte so trotz einer Untersuchung unerkannt die Blockadelinie der Briten passieren. Anschließend machte es über ein halbes Jahr lang Jagd auf alliierte Handelsschiffe und versenkte 14 Schiffe, darunter sogar drei Dampfer, die eigentlich gemäß Auftrag nicht hätten angegriffen werden sollen.
Der Kommandant Graf Luckner war nach eigener Aussage sehr darum bemüht, den Krieg auf „humane“ Weise zu führen und unnötige Todesopfer zu vermeiden. Seine Kriegführung erlangte in dieser Hinsicht auch die breite Anerkennung der Kriegsgegner. Tatsächlich gab es während der Unternehmung nur ein einziges Todesopfer, den erst sechzehnjährigen Douglas Page; er erlitt tödliche Verbrühungen, als eine Granate die Dampfleitung des von der Seeadler beschossenen Dampfers Horngarth beschädigte. Page wurde mit vollen militärischen Ehren bestattet, und Luckner schrieb später einen persönlichen Beileidsbrief an die Angehörigen.
Als im März 1917 die Unterbringung und Ernährung der Gefangenen problematisch wurde, entschloss sich Luckner, diese auf dem gekaperten französischen Segler Cambronne in die Freiheit zu entlassen. Zuvor wurde dessen Ladung (Salpeter) durch Wasser unbrauchbar gemacht, ferner wurden die Bramstengen und Ersatzsegel entfernt, um ein zu schnelles Vorwärtskommen zu verhindern und damit einer Entdeckung der Seeadler vorzubeugen. Die im Südatlantik aufgebrachte Cambronne wurde am 21. März 1917 freigegeben und kam am 30. März in Rio de Janeiro (Brasilien) an. Unterdessen verlegte die Seeadler ihr Operationsgebiet in den Pazifik.
Die Fahrt der Seeadler endete im August 1917, als das Schiff infolge einer Unachtsamkeit beim Ankern vor Mopelia (zu den Gesellschaftsinseln gehörend) auf ein Riff getrieben wurde (Position 16° 53′ S, 153° 55′ W). Um seine Offiziere (darunter Carl Kircheiß) in Schutz zu nehmen, verbreitete Luckner später die Behauptung, eine tsunamiartige Welle habe das unbewachte Schiff auf das Riff geworfen und zerstört. In der Folge baute sich die 64-köpfige Besatzung – gemeinsam mit 47 gefangenen Amerikanern – teils mit ausgeschlachtetem Inventar des Schiffes, eine Hüttenkolonie, die Luckner „Seeadlerdorf“ nannte. Zugleich wurde das Beiboot der Seeadler („S. M. S. Kronprinzessin Cäcilie“) instand gesetzt, auf dem der Graf mit fünf Mann erneut (jedoch letztendlich ohne nachhaltigen Erfolg) auf Kaperfahrt ging. Der Restbesatzung der Seeadler gelang es am 5. September 1917, den französischen Schoner Lutece (126 BRT) in ihre Gewalt zu bringen. Mit dem in Fortuna umbenannten Schiff segelten die Deutschen zur Osterinsel und kamen dort am 4. Oktober 1917 an, wobei das Schiff durch Strandung zerstört wurde. Anschließend wurden sie interniert.

## Von derSeeadleraufgebrachte Schiffe
Während der siebenmonatigen Feindfahrt durch den Atlantischen und Pazifischen Ozean versenkte die Seeadler 14 Schiffe. Zwei weitere Schiffe wurden aufgebracht, aber anschließend wieder freigegeben. Ein siebzehntes, nach der Strandung von der Besatzung gekapertes Schiff, wurde von ihr selbst übernommen.

### Versenkte Schiffe

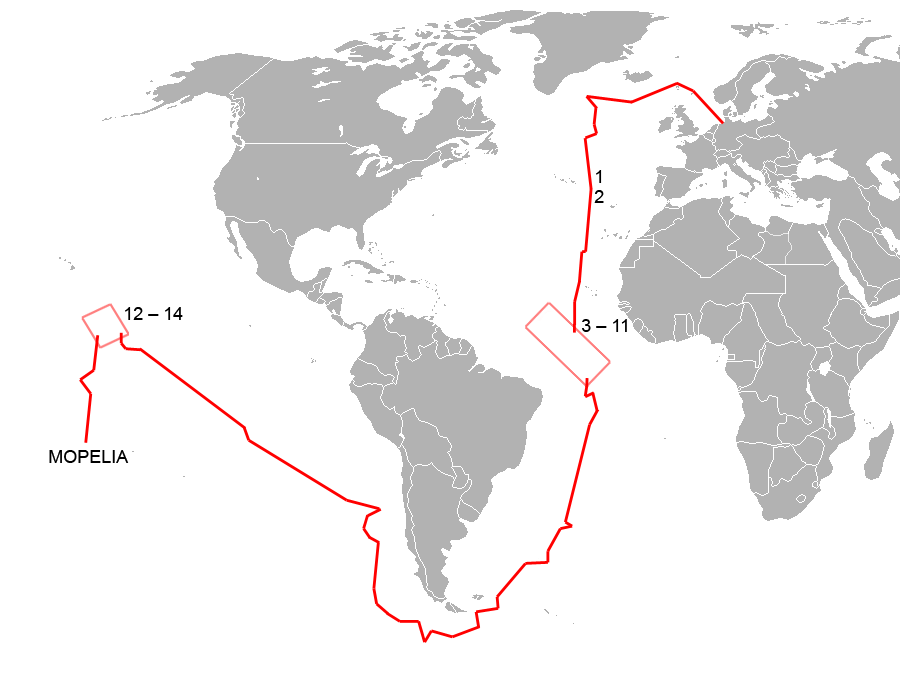
Ungefähre Route der Seeadler und Versenkungsorte (siehe Nummerierung: 1–2 Nordatlantik, 3–11 Mittelatlantik, 12–14 Pazifik)

1. Gladys Royle, 3.268 BRT, britischer Frachtdampfer aus Sunderland, aufgebracht und versenkt am 9. Januar 1917.
2. Lundy Island, 3.095 BRT, britischer Frachtdampfer, aufgebracht und versenkt am 10. Januar  1917.
3. Charles Gounod, 2.199 BRT, französische Bark aus Nantes, aufgebracht und versenkt am 21. Januar 1917.
4. Percé, 364 BRT, britischer Auxiliar-Schoner aus Halifax, Neuschottland (heute Kanada), aufgebracht und versenkt am 24. Januar 1917.
5. Antonin (IV), 3.071 BRT, französische Viermastbark der Reederei A. D. Bordes & Fils, aufgebracht und versenkt am 3. Februar 1917.
6. Buenos Ayres, 1.811 BRT, italienisches Vollschiff aus Neapel, aufgebracht und versenkt am 9. Februar 1917.
7. Pinmore, 2.431 BRT, schottische Viermastbark aus Greenock (1882 als Viermastvollschiff gebaut und 1885 umgeriggt), aufgebracht und versenkt am 19. Februar 1917.
8. British Yeoman, 1.953 BRT, britische Bark aus Victoria (British Columbia) (damals noch Großbritannien), aufgebracht und versenkt am 26. Februar 1917.
9. La Rochefoucauld, 2.200 BRT, französische Bark aus Nantes, aufgebracht und versenkt am 27. Februar 1917.
10. Dupleix, 2.206 BRT, französische Bark (1901) aus Nantes, aufgebracht und gesunken am 5. März 1917.
11. Horngarth, 3.609 BRT, britischer Frachtdampfer aus Cardiff, aufgebracht und versenkt am 11. März 1917, 1 Toter durch Verbrühung.
12. A. B. Johnson, 529 BRT, US-Viermastschoner, aufgebracht und versenkt am 14. Juni 1917.
13. R. C. Slade, 673 BRT, US-Viermastschoner, aufgebracht und versenkt am 18. Juni 1917.
14. Manila, 731 BRT, US-Viermastschoner, aufgebracht und versenkt am 8. Juli 1917.

### Freigegebene Schiffe
- Viking, 2.959 BRT, dänische Viermastbark, aufgebracht am 25. Februar 1917, wegen „unbedenklicher Ladung“ danach unbehelligt freigegeben.
- Cambronne, 1.833 BRT, französische Bark (1907; Reederei A. D. Bordes & Fils), am 21. März 1917 aufgebracht.

### Gekapertes, übernommenes Schiff
- Lutece, 126 BRT, französischer Kopra-Schoner, von der schiffbrüchigen Restbesatzung der Seeadler gekapert, die damit zur Osterinsel fuhr und anschließend in Chile interniert wurde. Das Schiff ging durch Strandung verloren.

## Schicksal der Besatzung und des Wracks
Nach der Abfahrt der Kronprinzessin Cäcilie gelang es der Seeadler-Restbesatzung am 5. September 1917, den französischen Kopra-Schoner Lutece (126 BRT) zu kapern und mit ihm nach Chile zu segeln. Dessen französische Besatzung sowie die kriegsgefangenen Amerikaner blieben auf dem Atoll zurück. Mit dem ebenfalls flottgemachten zweiten Beiboot segelten dann vier Amerikaner nach Pago Pago auf Amerikanisch-Samoa und setzten die Behörden über die Situation in Kenntnis. Inzwischen war jedoch auch der australische geschützte Kreuzer HMAS Encounter an dem Atoll angekommen, dessen Besatzung das Wrack der Seeadler weiter ausschlachtete. Unter anderem wurde die Galionsfigur, die Büste einer Frau in schottischer Tracht, geborgen. Sie ist heute im Australian War Memorial in Canberra ausgestellt. Ein weiteres erhaltenes Relikt des Seglers ist eines der beiden Bordgeschütze, welches in Papeete (Tahiti) öffentlich ausgestellt ist. Das Auckland War Memorial Museum in Neuseeland beherbergt die Kriegsflagge des Schiffes.

## Wrack
Das im flachen Wasser liegende Wrack wurde noch von der eigenen Besatzung zum Teil ausgeschlachtet. Erstmals wissenschaftlich untersucht wurden die Reste im Jahr 2021 durch die Forschungstauchgruppe Submaris unter Leitung des Deutschen Florian Huber. Es konnten noch mehrere metallene Gegenstände gefunden werden, z B. Anker, der Schiffsdieselmotor und das zweite Bordgeschütz. Es gibt Bestrebungen, einige Überbleibsel zu bergen.

## Würdigung
In Deutschland, aber auch international, wurden die Seeadler und ihr Kapitän unter anderem auf Briefmarken und Sonderstempeln gewürdigt. So legte die neuseeländische Post im Jahr 2008 eine deutschsprachig beschriftete Briefmarke im Wert von 1,50 Neuseeland-Dollar auf.
Im Film „Die Piraten des Kaisers“ (1998) von Jürgen Stumpfhaus wird die Kaperfahrt der Seeadler in nachgespielten Szenen erzählt.

## Gemälde
- Christopher Rave: SMS Seeadler[13]

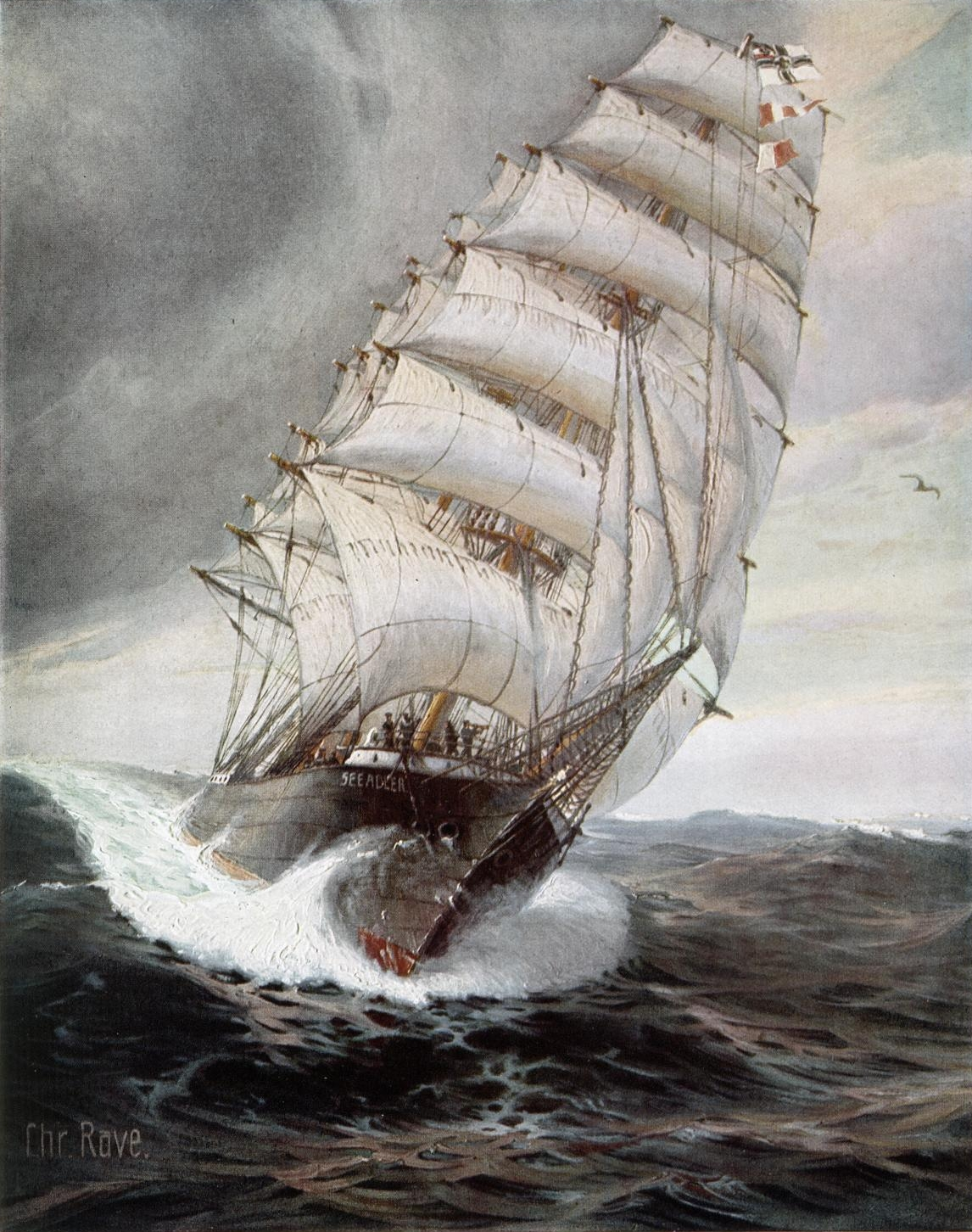
Postkarten-Reproduktion des Gemäldes der Seeadler von Christopher Rave

- Willy Stöwer: Hilfskreuzer Seeadler jagend
- Wilhelm Busse: SMS Seeadler mit Unterschrift Felix Graf Luckner